# Rhegmoclemina asymmetricum
Rhegmoclemina asymmetricum är en tvåvingeart som beskrevs av Cook 1955. Rhegmoclemina asymmetricum ingår i släktet Rhegmoclemina och familjen dyngmyggor. Inga underarter finns listade i Catalogue of Life.